# Сянлю

Зображення Сянлю з книги «Гуцзинь тушу цзичен»

Сянлю (кит. трад. 相柳, піньїнь Xiāngliǔ ([ɕjáŋ.ljòʊ]) — це отруйне дев'ятиголове зміїподібне чудовисько з китайської міфології, вважається джерелом повеней і руйнувань. 
Тіло сянлю зазвичай зображується згорнутим у клубок. Дев'ять голів чудовиська розташовуються по-різному на різних зображеннях. На сучасних зображеннях ця істота нагадує гідру, у якої кожна голова знаходиться на окремій шиї. На давніших гравюрах усі голови згруповані на одній шиї в три колони.

## Міфологія
Згідно із книгою «Шань хай цзин» (Каталог гір та морів), Сянлю був слугою змієподібного бога води на ім'я Гунгун. Сянлю руйнував природу, де б не з'явився. Настільки Сянлю був ненажерлевим, що всі його дев'ять голів їли одне і теж одночасно. Усе, чого б він не доторкнувся чи на що дихав, перетворювалось на гірку отруйну воду, позбавлену життя для людей і тварин. Коли Гунгун наказав покарати людей повенями, Сянлю пишався своїм внеском у їхні біди. Зрештою, Сянлю був убитий, в одних версіях історії — Юєм Великим, чиї інші подвиги включали припинення Великого потопу в Китаї, в інших версіях Сянлю був знищений богинею Нюйва після того, як зазнав поразки від бога Чжужуна. У «Каталозі гір та морів» написано, що сморід крові мертвого тіла Сянлю був настільки сильний, що земля, просочена нею, стала непридатною для вирощування зернових, та була затоплена. Зрештою, Юю Великому довелося сховати воду під насипом, над якою Небесні Владики збудували свої павільйони.